# Кузебай Герд
Кузеба́й Герд (настоящее имя Кузьма́ Па́влович Ча́йников; 2 [14] января 1898, Большая Докья, Вятская губерния — 1 ноября 1937, Сандармох, Карельская АССР) — удмуртский поэт, прозаик, драматург, переводчик, этнограф, фольклорист, национальный и общественный деятель. Классик удмуртской литературы.
Активист удмуртского национально-культурного строительства. В 1932 году был репрессирован. Обвинён в удмуртском национализме, причастности к «Союзу освобождения финских народностей». Расстрелян. Реабилитирован по «делу СОФИН» в 1958 году; по делу 1937 года — в 1961-м.
Другие известные псевдонимы: В. Адями, Герд К. П., Гэрд К., И. Сюмори.

## Биография
Родился 2 (14) января 1898 года в деревне Покчивуко (ныне Большая Докья Вавожского района) в семье удмурта, был пятым сыном. В семь лет лишился отца, и мать отдала его в земскую начальную школу. Учительница, видя его способности, по окончании школы направила его в Вавожскую школу. С детства отличался любознательностью, тянулся к книгам. В 1912 году поступил в Кукарскую учительскую семинарию. В семинарии пользовался уважением. По всем предметам, кроме математики, у него были пятёрки. 3 мая 1916 года закончил эту семинарию. Осенью 1916 года Кузебай Герд был назначен заведующим Большеучинской двухклассной школой.
В январе 1918 года был назначен членом правления уездного учительского союза и заведующим Вотского отдела при уездном отделе народного образования. Работая в Малмыже, развивает бурную деятельность по просвещению коренного населения уезда: создаёт в сёлах драматические кружки, пишет для них пьесы и переводит произведения русских драматургов. В этот период он становится корреспондентом большевистской газеты на удмуртском языке «Гудыри» («Гром»). С апреля по июль 1919 года уезжает в Москву на курсы наркомпроса, а вернувшись, берётся за просвещение родного народа. В марте 1920 года его пригласили на работу в удмуртский комиссариат на должность заведующего издательским отделом. В 1922—1926 годах учился в Высшем литературно-художественном институте имени В. Я. Брюсова. После окончания учёбы работал в Центральном музее Ижевска. 19 декабря 1925 года был утверждён аспирантом по специальности «этнология». 18 марта 1926 года Герд совместно с Трокаем Борисовым создал Всеудмуртскую ассоциацию революционных писателей (ВУАРП). Летом 1926 года возвратился в Москву и поступил штатным аспирантом в Институт этнических и национальных культур народов Востока СССР.

## Научная деятельность
Герд был инициатором создания первого общества по изучению удмуртской культуры, ещё будучи студентом. До этого он делал много для просвещения родного народа. В ноябре 1918 года он явился организатором вотского культурно-просветительского общества, которое проводило множество мероприятий, в том числе и различные концерты и спектакли на удмуртском языке. К. Герд считал родной язык основным орудием просвещения для любого народа. Именно поэтому и просвещение удмуртов должно базироваться на родном языке и национальной культуре.
В годы учёбы в Институте им. В. Я. Брюсова К. Герд работает над изучением устного народного творчества и быта удмуртов. Чтобы привлечь больше людей к этому делу, он выступил с инициативой создания общества «Боляк». В стране это было время нарастания политического террора и борьбы с национализмом. Руководителей общества, в том числе Герда, обвинили в национальной ограниченности и стремлении отделиться от СССР. Краеведческое движение пошло на убыль. В 1928 году общество «Боляк» было ликвидировано.
За короткий творческий период жизни К. Герд опубликовал более 120 статей по различным вопросам культуры и науки (около 40 из них на русском языке, 5 — на венгерском, финском, немецком языках), выпустил более 20 собственных книг, в том числе 3 сборника стихов и поэм, 3 сборника народных песен.
Герд является основоположником удмуртской советской детской литературы. Им были опубликованы более 80 стихов и около 40 рассказов об общественной жизни, о природе, флоре и фауне Удмуртии. Герд является автором учебников для начальных классов: «Шуныт зор» («Тёплый дождь») (1924), «Выль сюрес» («Новый путь») (1929), «Начальная геометрия» (1926), «Арифметика» (1925), «Окружающая нас природа» (1925) на удмуртском языке. В аспирантуре подготовил 2 диссертации: по фольклору «Удмуртская загадка» и по этнографии «Родильные обряды и восточнофинская колыбель». Последняя сохранилась в архиве Финно-угорского общества в городе Хельсинки (Финляндия) и увидела свет в 1993 году под названием «Человек и его рождение у восточных финнов».
Сложившееся в Вотской области отношение к Герду стало серьёзным препятствием в его дальнейшей деятельности. В 1929 году руководители Вотского обкома ВКП(б) посчитали нецелесообразным назначение Герда преподавателем вотской секции отделения национальных меньшинств Ленинградского пединститута. В это же время Герд был зачислен кандидатом в аспиранты Академии наук СССР, но вскоре был отозван в Ижевск и получил скромную должность преподавателя областной советско—партийной школы. Позднее, осенью 1931 года, также не состоялось назначение Герда преподавателем Удмуртского пединститута.
В 1932—1933 годах органы главного политического управления Нижегородского края сфабриковали широко известное дело «СОФИН». Название дела происходит от слов «Союз освобождения финских народностей». В мае 1933 года было утверждено обвинительное заключение. Суду предавались 28 человек, а по отдельным делам, имевшим отношение к «СОФИНу», ещё три человека.

## Творчество
Герд писал на русском и удмуртском языках. Стихи начал писать в 12 лет под воздействием удмуртского фольклора, в 1915 году в учительской семинарии создал рукописный журнал «Семинарское перо», включал в него свои стихи и рассказы под псевдонимами «Такой-сякой», «Не кто иной», «Один из многих» и др. До Октябрьской революции написал поэму «Над Шошмой» (на русском языке), «Ож» («Война»), «Керемет», «Бунтар Онтон».
После революции активно печатался, стихи вышли при жизни в сборниках «Крезьчи» («Гусляр», Ижевск, 1922), «Сяськаяськись музъем» («Цветущая земля», Казань, 1927), «Лёгетъёс» («Ступени», Ижевск, 1931). В стихах обращался к теме жизни и труда рабочего класса, писал об индустриализации сельского хозяйства, в стихотворении «Гуртын буран» («Буран в деревне») выступил против произвола и насилия при коллективизации. Написал поэмы «Чагыр ӵын» («Голубой дым», 1920), «Завод» (Ижевск, 1921), «Бригадиры» (1930), повесть «Матӥ»—"Мотя" (1915, опубликована в 1920), комедию «Шалтра Онтон» («Непутёвый Антон», 1916), в 1919 опубликовал пьесы «Югыт сюрес вылэ» («На светлый путь»), «Адӟисьёс» («Свидетели»), в 1920 «Туно» («Ворожея»).
В 1919 году в Елабуге были изданы отдельными изданиями две его пьесы — «Югыт сюрес вылэ» («На светлый путь»), на обложке которой стояло имя Чайников К. П., и «Адӟисьёс» («Свидетели»), где автором указан уже К. Герд. Собственно, «К. Герд» был один из многих псевдонимов К. Чайникова (известны также «К. Андан», «Адями», «Эмезь», «Ида Сюмори»), но именно этот стал основным с 1920 года.
В начале 1919 года в Елабуге был издан «Сборник вотских стихотворений» («Удмурт стихотворенниос»), среди авторов которого был Кузебай Герд.
В 1922 году вышел первый поэтический сборник К. Герда «Гусляр», в котором чувствуется влияние богатых фольклорных традиций удмуртов. Его романтическая поэзия передавала мироощущение и душевный настрой человека в пору коренных социальных перемен.
Герд написал для детей более сотни стихов и поэму «Гондыръёс» («Медведи») по фольклорным мотивам. Для учащихся начальных школ Герд создал книги для чтения «Шуныт зор» («Тёплый дождь»), «Выль сюрес» («Новый путь»), перевёл пять учебников с русского языка, а также пьесу Л. Толстого «От ней все качества», произведения П. Замойского, В. Бианки.
Силами самодеятельных коллективов впервые в годы советской власти ставились пьесы писателя «Югыт сюрес вылэ» («На светлый путь»), «Адӟисьёс» («Свидетели»), «Туно» («Ворожея»). В книге стихов «Крезьчи» («Гусляр») первые два раздела отражали прошлое удмуртского народа, в других воспевалась революция. В стихотворении «Иж заводлы» («Ижевскому заводу»), «Карлы» («Городу»), в поэме «Завод» воспевал труд рабочего. В сборнике «Сяськаяськись музъем» («Цветущая земля») он воспевает родную природу и советскую новь. В третьем сборнике стихов «Лёгетъёс» («Ступени») полно и ярко представлено проникновение нового, советского в удмуртскую деревню, изменение психологии крестьянина, дальнейшее развитие получила тема рабочего класса в разделе «Бадӟым ужын» («В большом труде»).
К. Герд был активным собирателем устного творчества родного народа, особенно большое внимание уделял песням, опубликовал сборники песен «Малмыж удмуртъёслэн кырӟанъёссы» («Песни малмыжских удмуртов»), «Удмурт кырӟанъёс» («Удм. песни», 1924, 1927).
В годы учёбы в литературном институте Герд серьёзно занимался фольклористикой, выпустил ряд сборников фольклора. Свою научную деятельность поэт продолжал в аспирантуре при Московском научно-исследовательском институте национальных и этнических культур народов Востока. Вторая половина 1920-х годов являлась для него самой плодотворной: он вступил в литературную группу «Кузница», стал председателем её национальной секции; в эти годы вышли лучшие сборники его стихов — «Цветущая земля», «Ступени», поэма «Завод».
В своём поэтическом творчестве Герд использовал всё жанровое богатство лирической поэзии — от небольшого лирического стихотворения до романа и баллады. Он ввёл в удмуртскую поэзию новые поэтические формы: сонет, триолет, различные виды верлибра. Произведения Герда получили широкое признание и переведены на языки народов СССР, венгерский, финский, английский, немецкий языки. Творчество Герда оказало плодотворное воздействие на последующие поколения удмуртских писателей. Своими лучшими стихами, поэмами и научными трудами Герд внёс достойный вклад в сокровищницу мировой литературы и культуры.

### Критика
С конца 1920-х годов в периодической печати Удмуртии развернулась резкая критика Герда и его литературного творчества. Основное содержание критики определялось подходом к оценке художественного творчества с позиций идеологии правящей партии, рассматривающей литературу, прежде всего, как орудие классовой борьбы и социалистического строительства. В июле 1928 года в заявлении прокурору Вотской автономной области, желая защититься, Герд писал: «…В газете „Гудыри“ помещаются статьи довольно неопрятного характера, где самым наглым и необоснованным образом возводятся мне какие-либо обвинения или в национализме, или в литературной безграмотности, или, наоборот, иногда обвиняют в том, что нет у меня национального чувства… Я, за то, что издал вотяцкие песни с сохранением диалектических особенностей (этого требует наука), обвинялся в национализме, в „демонстративном выступлении против единого литературного языка“ и т. д…» В декабре 1929 года Кузебай Герд писал в заявлении в Вотскую областную рабоче-крестьянскую инспекцию: «…В статьях газеты „Ижевская правда“ авторы старались пришить ко мне самые невозможные, выдуманные и изобретённые ими ярлыки „национал-демократического вождя“, „идеолога наиболее реакционного кулачества“, „человека с претензией на научность“» и т. д.
В январе 1930 года на 1-й конференции Всеудмуртской ассоциации революционных писателей творчество Герда было отнесено к «буржуазно-националистическому» сектору удмуртской литературы. В 1932 году тон критики в адрес Герда приобрёл более жёсткий характер. В феврале на 2-й авторской конференции Удмуртской ассоциации революционных писателей поэт был объявлен «идеологом национальной буржуазии», последний сборник его стихов и поэм «Лёгетъёс» («Ступени») — «контрреволюционной работой». Борьба с «гердовщиной» стала главной задачей в развитии удмуртской литературы.
15 февраля 1932 года под впечатлением выступлений делегатов конференции Герд написал заявление в ячейку ВКП(б) советско-партийной школы, в котором признавал «ряд литературно-политических ошибок».

## Последние годы
В феврале 1932 года Герд был вызван на первые «беседы» к приехавшему из Горького следователю — начальнику 2-го отдела ОО ПП ОГПУ по Горьковскому краю А. Д. Антоновскому, который отвёз его в Горький. 22 марта 1932 года Герд вернулся в Ижевск, сообщив жене, что всё обойдётся и ОГПУ гарантирует ему с семьёй свободный выезд в Финляндию. Однако в мае он был вновь вызван в Горький, где арестован 13 мая 1932 года по обвинению в руководстве контрреволюционной организацией: общество «Боляк» стало, по сценарию ОГПУ, основой для СОФИН, деятельность которого якобы была направлена на отторжение Удмуртской АО и других автономий (Марийской, Мордовской, Карельской, Коми-Зырянской) от СССР и создание «Единой финно-угорской федерации под протекторатом Финляндии» (по делу проходили также  Д. А. Батиев, В. И. Лыткин, В. П. Налимов, С. А. Попов, А. А. Чеусов). Обвинён в связях с эстонскими и финскими дипломатами, шпионаже в пользу этих стран, подготовке терактов. Следствие сумело сломить Герда и заставить подписать признание вины. 9 июля 1933 года Коллегией ОГПУ СССР приговорён к расстрелу (статья не указана). Как полагают, по ходатайству Максима Горького постановлением Коллегии ОГПУ от 4 ноября 1933 года приговор заменён на 10 лет ИТЛ. С 16 декабря 1933 года отбывал срок в Кеми — в СорокЛаге.
Протоколом Тройки УНКВД ЛО от 10 октября 1937 года приговорён к высшей мере наказания (статья не указана). Расстрелян 1 ноября (по другим данным — 2 ноября) 1937 года в урочище Сандармох в числе 1111 расстрелянных в честь 20-й годовщины Октябрьской Революции 1917 года. Имеются неподтверждённые сведения о иной предполагаемой дате гибели Кузебая Герда — 1942 год. Реабилитирован по «делу СОФИН» в 1958 году; по делу 1937 года — в 1961-м.

## Память
- Реабилитирован в 1958 году, но и после официальной реабилитации в 1960—1970-е годы имело место предвзятое, обусловленное идеологическими догмами партийного руководства Удмуртии, отношение к его творчеству. Объективная оценка значимости жизни и деятельности Кузебая Герда, признание по достоинству его заслуг состоялось лишь в 1980—1990-е годы[7].
- Именем поэта названа улица в Ижевскe. Создана Национальная гимназия имени Кузебая Герда[14].
- На русский язык произведения Кузебая Герда переводили А. Смольников, О. Хлебников, В. Емельянов, В. Новикова, В. Данько, Г. Иванцов и др.
- В 1992 году удмуртская организация «Удмурт Кенеш» учредила премию имени Кузебая Герда, присуждаемую ежегодно к годовщине первого Всесоюзного съезда удмуртов[15][16].
- В 1998 году, в год столетия поэта, был открыт его дом-музей в деревне Гурезь-Пудга, Вавожского района[17],а на месте дома, в Большой Докье, где он родился, была установлена стела.
- В 2000 году Национальному музею Удмуртской Республики[18] присвоено имя Кузебая Герда. 2 ноября 2005 года рядом с музеем был торжественно открыт памятник[19][20].
- В 2014 году был открыт памятник писателю в селе Вавож[21][22].